# Jeroen van de Kerkhof
Jeroen van de Kerkhof (Someren, 22 december 1981) is een Nederlands voetballer die als aanvaller voor verschillende clubs in Nederland en België heeft gespeeld.

## Carrière
Hij speelde in het seizoen 2003/04 bij De Treffers in de Zondag Hoofdklasse C en werd in die periode ook geselecteerd voor het Nederlands amateurvoetbalelftal. In 2004 zou hij de overstap maken naar JVC Cuijk maar ging naar FC Eindhoven. Daar scoorde hij in twee seizoenen 13 doelpunten in de Eerste divisie. Hij scoorde op zijn debuut tegen Excelsior op 13 augustus 2004. Na 2006 speelde hij voor verschillende amateurclubs in Nederland en België. In het seizoen 2008/2009 speelde hij voor FC Lienden waar hij algeheel topscoorder van Nederland werd in de hoogste klasse van de amateurs.
Na zijn voetbalcarrière is hij begonnen aan zijn trainerschap. Begonnen bij RKSVO 1 waar in zijn eerste jaar als trainer direct het kampioenschap in de 4de klasse behaald werd. Na 2 jaar stopte hij en ging verder voor het behalen van zijn UEFA B diploma. 
Na het behalen van het diploma UEFA-B is hij sinds 2021 hooftrainer van UNA O23 / assistent UNA 1. Zowel in zijn eerste als tweede seizoen werd hij kampioen met UNA O23 in de hoogste divisie van deze categorie, div1. In de finale voor het algeheel Nederlands kampioenschap voor teams O23 werd verloren van Fortuna Wormerveer in het eerste jaar.  
Seizoen 2023-2024 maakt hij onderdeel uit van de staf bij De Treffers 1 (2de divisie) voor zijn opleiding UEFA-A / VC4.

### Statistieken
| Seizoen                        | Club           | Land           | Competitie     | Competitie | Competitie | Beker | Beker | Totaal | Totaal |
| Seizoen                        | Club           | Land           | Competitie     | Wed.       | Dlp.       | Wed.  | Dlp.  | Wed.   | Dlp.   |
| ------------------------------ | -------------- | -------------- | -------------- | ---------- | ---------- | ----- | ----- | ------ | ------ |
| 2004/05                        | FC Eindhoven   | Nederland      | Eerste divisie | 32         | 9          | 0     | 0     | 32     | 9      |
| 2005/06                        | FC Eindhoven   | Nederland      | Eerste divisie | 30         | 3          | 1     | 0     | 31     | 3      |
| 2010/11                        | FC Lienden     | Nederland      | Topklasse Zo.  | 11         | 1          | 1     | 0     | 12     | 1      |
| Carrièretotaal                 | Carrièretotaal | Carrièretotaal | Carrièretotaal | 73         | 13         | 2     | 0     | 75     | 13     |
| Bijgewerkt op 27 februari 2017 |                |                |                |            |            |       |       |        |        |